# Greatest Hits (Jewel)
Greatest Hits è un album di raccolta della cantautrice statunitense Jewel, pubblicato nel 2013.

## Tracce
1. Who Will Save Your Soul – 4:00
2. You Were Meant for Me (album edit) – 3:49
3. Foolish Games (radio edit) – 4:03 – Keith
4. Hands – 3:54
5. Down So Long – 4:19
6. Jupiter (Swallow the Moon) (single version) – 3:42
7. Standing Still – 4:30
8. Break Me (radio remix) – 3:58
9. Intuition – 3:49
10. Good Day (album version) – 3:44
11. Stronger Woman (radio edit) – 3:49
12. Somewhere Over the Rainbow – 4:25
13. Satisfied (radio edit) – 4:08
14. You Were Meant for Me (featuring Pistol Annies) – 5:25
15. Foolish Games (featuring Kelly Clarkson) – 4:11
16. Two Hearts Breaking [New Recording] – 3:45

## Classifiche
| Classifica (2013) | Posizione raggiunta |
| ----------------- | ------------------- |
| Stati Uniti       | 73                  |